# Fred Luter
Fred J. Luter Jr. (11 de novembro de 1956) é um pastor batista estadunidense. Ele é o Pastor da Igreja Batista da Avenida Franklin, com sede em Nova Orleans. Ele foi presidente da Convenção Batista do Sul de 2012 a 2014.

## Biografia
Ele nasceu em 11 de novembro de 1956 em Nova Orleans, Estados Unidos.  Depois de sobreviver a um acidente de moto em 1977, ele se tornou cristão e começou a pregar nas ruas. 

### Ministério
Em 1986, ele se tornou pastor sênior da Igreja Batista da Avenida Franklin, com sede em Nova Orleans, uma igreja de 65 membros.  Em 2012, ele foi eleito presidente da Convenção Batista do Sul até 2014.  Sua igreja na época tinha 5.000 membros.

## Vida privada
Ele se casou com Elizabeth W. Luter em 1980.  Eles tiveram 2 filhos.

## Recompensas
Em 2012, ele recebeu um doutorado Honoris Causa em teologia do Criswell College e da Universidade Batista de Oklahoma por seu compromisso com a excelência e preocupação com os outros.